# King of the Congo

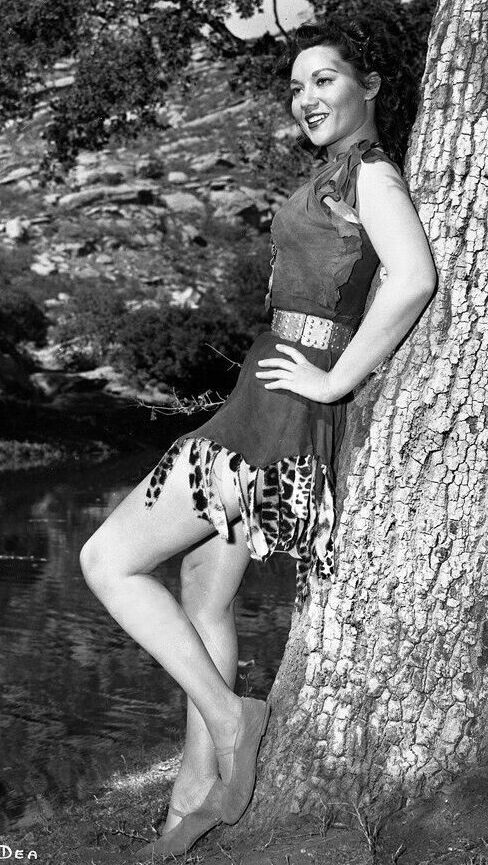
Gloria Dea dans le rôle de la princesse Pha dans King of the Congo.

Pour le serial de 1929, voir The King of the Kongo.
King of the Congo est un serial américain en 15 chapitres réalisé par Spencer Gordon Bennet et Wallace Grissell, et sorti en 1952.

## Épisodes
1. Mission of Menace
2. Red Shadows in the Jungle
3. Into the Valley of Mist
4. Thunda Meets His Match
5. Thunda Turns the Tables
6. Thunda's Desperate Charge
7. Thunda Trapped
8. Mission of Evil
9. Menace of the Magnetic Rocks
10. Lair of the Leopard
11. An Ally from the Sky
12. Riding Wild
13. Red Raiders
14. Savage Vengeance
15. Judgment of the Jungle

Source:

## Fiche technique
- Réalisation : Spencer Gordon Bennet et Wallace Grissell
- Scénario : Royal K. Cole, Arthur Hoerl, George H. Plympton
- Producteur : Sam Katzman
- Photographie : William Whitley
- Montage : Earl Turner
- Musique : Mischa Bakaleinikoff
- Distributeur : Columbia Pictures
- Durée totale : 252 minutes
- Date de sortie : 1er mai 1952

## Distribution
- Buster Crabbe : Thunda/Capt. Roger Drum
- Gloria Dea : Princess Pha
- Leonard Penn : Boris
- Jack Ingram : Clark
- Rick Vallin : Andreov
- Nick Stuart : Degar
- William Fawcett : High Priest
- Rusty Wescoatt : Kor
- Alex Montoya : Lipah
- Frank Ellis : Ivan
- Lee Roberts : Lt. Blake
- Neyle Morrow : Nahee